# Congo Calling
Congo Calling ist ein Dokumentarfilm des Regisseurs Stephan Hilpert aus dem Jahr 2019. Seine Premiere hatte der Film beim Filmfestival Max Ophüls Preis 2019, wo er den Dokumentarfilm-Publikumspreis gewann.

## Handlung
„Der Osten der Demokratischen Republik Kongo ist eine der ärmsten und unsichersten Regionen der Welt. Hunderte von westlichen Entwicklungshelfern sind vor Ort und wollen die Bevölkerung unterstützen. Unter ihnen Raul, Peter und Anne-Laure. Sie sind hochmotiviert und voller Visionen, doch ihre Situation wirft für sie grundsätzliche Fragen auf. Raul, ein spanischer Wissenschaftler, muss feststellen, dass er seine Kollegen mit den Projektgeldern zur Korruption verführt, und eine Studie über die Rebellengruppen deshalb zu scheitern droht. Peter, ein deutscher Entwicklungshelfer, wird nach 30 Jahren in Rente geschickt, sieht aber außerhalb von Afrika keine Perspektiven für sich. Und die Belgierin Anne-Laure kämpft mit ihrer Beziehung, als ihr kongolesischer Freund das Gefängnis plötzlich als berühmter Regimekritiker verlässt. Drei persönliche Perspektiven auf das Zusammenleben und Zusammenarbeiten zwischen Europa und Afrika – und die Frage: Wie hilfreich ist die Hilfe des Westens?“

## Auszeichnungen
- 2019: Filmfestival Max Ophüls Preis – Publikumspreis Dokumentarfilm[3]
- 2019: Filmkunstfest MV – Preis für die beste Bildgestaltung im Dokumentarfilmwettbewerb[4]
- 2019: DOK.fest München – FFF-Förderpreis Dokumentarfilm[5]
- 2019: Nominierung für den Deutschen Dokumentarfilmpreis[6]